# A lélekevő (X-akták)
A nyolcadik évad 11. része, összességében a sorozat 172. epizódja.

## Cselekmény

### Háttér
Az FBI különleges ügynöke, Fox Mulder jelenleg eltűnt, miután a hetedik évad végén (Rekviem című részben) idegenek rabolták el. Társa Dana Scully már John Doggett ügynökkel dolgozik együtt azon, hogy megtalálják. Röviddel Mulder elrablása után Scully és Doggett rájön, hogy agydaganata van és közeledik már a halála. Ezután egy hamis nyom miatt az arizonai sivatagba ment az év elején. Doggettet már kijelölték az X-aktákhoz, ő folytatja a nyomozást Mulder után, annak ellenér is, hogy semmilyen támpontja sincs.

### Események
Egy férfi – akinek arca rejtve marad a kamera előtt – felmegy egy verandára és bemegy a házba, amelynek ajtajára egy baljóslatú jelet rajzoltak vérrel. Mikor már bent van egy teremtmény, amely látszólag emberre hasonlít, megközelít egy nőt. A titokzatos férfi pedig háromszor rálő a teremtményre. A férfi visszatér a kocsijához, végül kiderül ki is az: Fox Mulder ügynök.
Doggett ügynök a pennsylvaniai Squamashben keres lehetséges nyomokat Mulder eltűnésével kapcsolatban. Látszólag 2000 tavaszán Mulder már járt a kisvárosban, valamilyen gyógymód után kutatva részleges agybetegségére, amelyet az idegenek beavatkozása okozott neki. Doggett a helyi serifftől értesül arról, hogy Mulder nyomozott a kisvárosban egy Marie Hangemuhlt érintő ügyben. A nővére mesélt Hangemuhlnak egy bennszülött indián legendáról, valamiféle lényről, amely az erdőben él. Miközben a jelenben Doggett kikérdezi Hangemuhlt rájön, hogy a nő részleges veseelégtelenségben szenved. Távozik, de megjegyzi, hogy a falban lévő lövésnyomokat bevakolták. Később Mulder lakásában Doggett talál egy pisztolyt, amelyet Mulder a mosogatója alatt rejtett el. Eközben a squamashi temetőben egy munkagép felás egy sírt, amelyen egy kőből kirakott kör található. Később éjszaka Squamash polgárai egy kabinnal jelennek meg az erdőben, ahol egy igényes parasztasszony lakik. Felszólítják, hogy küldje ki azt a valamit, amit rejteget. A teremtmény menekülni próbál, de elfogják.
Doggett és Walter Skinner visszatérnek Squamashbe és együtt kérdezik ki a seriffet egy ismeretlen átutazó megölésével kapcsolatban. Doggett azt hiszi, hogy az átutazót Mulder gyilkolta meg. Találnak egy üres koporsót, de Doggett észreveszi, hogy az eltemetett átutazó alagutat ásott a saját sírjából. A seriff megérkezik a teremtménnyel Hangelmuth otthonához, amelyről kiderül, hogy egy úgynevezett lélekevő, egy lény, amely képes megállítani az emberi betegségeket. A ház ajtajára ugyanazt a jelet festették vérrel, amelyet Mulder is látott. A förtelmes teremtmény szélesre nyitja az állkapcsát és Hangemuhlba harap. Doggett azt mondja Skinnernek, hogy Mulder azért lőtt rá valakire, hogy Hangemuhlt megvédje attól a férfitől, akiről azt feltételezte, hogy a sírban feküdt. Eközben mélyen a föld alatt a lény egy penészes földből kialakított gödörbe okádja bele Marie szerveinek maradványait.
Doggett egyedül indul, hogy meglátogassa az asszonyt, aki az erdőben vigyáz a teremtményre. Az asszony utalást tesz Mulderre, aki megsajnálta a lényt és azért próbálta megölni, hogy könnyítsen rajta, nem azért, hogy Hangemuhlt megvédje tőle. Dogget zajt hall és rátalál egy csapóajtóra, amely az alagútba vezet. A föld alatt rátalál Hangemuhlra és kórházba viszi. Skinner Doggettel ellenőrzi Hangemuhlt, akiről orvosa kijelenti, hogy veséi önmaguktól gyógyultak meg. Doggett visszatér az asszonyhoz az erdőbe, aki a lényt figyeli. A lény visszahúzódik, az asszony pedig elmagyarázza, hogy azért olyan amilyen, mert mások betegségét magába szívja miközben meggyógyítja őket. Doggett úgy dönt, hogy a teremtményt távol kell tartani a társadalomtól, amely csak kihasználja őt. Doggett egy a seriffel történt dulakodásban lövést kap és meghal, azonnal eltemetik. Később Doggett az alagútban ébred fel. A bánya sötét sarkában az asszony az elpusztult lélekevő mellett térdel. Siratja őt és felfedi, hogy Doggett felgyógyult a halálból, végül a lény ebbe halt bele.
Ismét az FBI központban, Doggett a jelentése megírásával küzd. Mikor Skinner benéz hozzá arra ösztönzi, hogy jelentését ne adja le, mivel az ellentmondana Mulder korábbi jelentésével és tönkretenné saját és Scully hírnevét is. Dogget tiltakozik, hogy Scullynak nem volt tudomása a történtekről, de Skinner emlékezteti, hogy hónapokba telne tisztázni a nevét és elég, ha csak ők ketten tudják, mi is történt valójában.